# Schloss Haunsperg
Schloss Haunsperg ist ein ehemaliger Adelssitz in der Gemeinde Oberalm im österreichischen Bundesland Salzburg (Hammerstraße 51).

## Geschichte
Zum ersten Mal urkundlich erwähnt wurde das Schloss um 1365, es befand sich damals im Besitz von Ekhart Prennär von Haus. Noch im selben Jahr wurde der Besitz verkauft. 1388 erwarb Michael von Haunsperg das Anwesen. Die Herren von Haunsperg besaßen noch mehrere Güter im salzburgischen und bayerischen Land (z. B. Schloss Goldenstein, Ansitz in der Prenzingerau, Vachenlueg). Bei einer Erbaufteilung 1418 fiel der Besitz in Oberalm an Hartwig von Haunsperg. Die Familie wurde 1670 in den Grafenstand erhoben, starb aber 1691 im Mannesstamm und 1724 auch in der weiblichen Linie aus.
Der Ansitz war 1596 von Juliana von Haunsperg in ihre erste Ehe mit Georg Trauner von Adelstetten eingebracht worden. 1638 übergab sie ihn an ihre Tochter Maria Katharina, verheiratete Pranckh. 1691 folgte Franz Adam Gottlieb von Pranckh, 1704 seine fünf Söhne und drei Töchter. 1710 übernahm seine Witwe Anna Felicitas Hegi von Ursprung die Verwaltung der Güter. 1728 verkaufte ihr Sohn Franz Wilhelm Gottlieb von Pranckh seine Liegenschaften an Georg von Lohr auf Haunsperg. Auf ihn folgte 1731 Johann Adam Gerstner von Gerstorff, Leibarzt von Erzbischof Leopold Anton von Firmian. Von ihm erwarb 1746 Josef Rupert von Pfeiffersberg das Schloss Oberalpen mit einer Kapelle. Dessen Familie besaß Haunsperg bis 1815, dann wurde das Schloss versteigert. Aus der Konkursmasse erwarb Peter Paul von Maffei, Besitzer von Kahlsperg, den Ansitz. 1856 erbte sein gleichnamiger Sohn den Besitz, 1881 folgte dessen Witwe Johanna. Allerdings wurden bei der Einantwortung 1894 acht Erben in das Grundbuch eingetragen, 1897 wurden noch drei weitere hinzugefügt.
So ist es nicht verwunderlich, dass 1899 das gesamte Anwesen von Adolf Mautner Ritter von Markhof und dessen Schwester Marie, verheiratet seit 1911 mit Rudolf von Thun und Hohenstein, Bezirkshauptmann der Halleiner Verwaltungsbehörde 1896 bis 1900, gekauft wurde. 1938 ging Haunsperg in den Besitz des Neffen der Gräfin, Emmerich Gernerth-Mautner Markhof, über.
Georg Gernerth Mautner Markhof und Ehefrau Erika-Therese führten das Anwesen als Schlosshotel.

## Baulichkeit
Das heutige Schloss ging aus einem mittelalterlichen Wohnturm hervor, der 1600 in die heutige Form eines Ansitzes umgebaut wurde. Auf einem rechteckigen Grundriss erhebt sich ein viergeschoßiger Bau, im Osten und Westen überragt von je einem Türmchen mit barock geschweiftem Zeltdach. An der Ostfassade findet sich eine Arkadenfront, im Erdgeschoß setzen diese auf Marmorsäulen auf. Durch den östlichen Turm führt der Hauptzugang zu dem Schloss. Im darüberliegenden Giebelfries ist das Wappen der Familie von Gerstorff in Freskotechnik angebracht.
Östlich des Schlosses steht die dem Hl. Antonius von Padua geweihte Schlosskapelle. Die Kapelle stammt aus dem Jahr 1675. Der Kapellenbau weist im Norden eine auf drei Säulen basierende offene Vorhalle auf, gegen Süden liegt ein Sakristeianbau, der von einem barocken Türmchen mit achteckigem Aufsatz und Pyramidendach überragt wird. Die Glocke hat eine Inschrift mit der Jahreszahl 1570 und dem Wappen der Familien Kuen-Belasi und Thannhausen. Die heutige Ausstattung stammt aus dem frühen 18. Jahrhundert. In der Kapelle befindet sich die älteste mechanische Turmuhr von Oberalm, diese ähnelt angeblich dem Turmuhrwerk in Salisbury von 1386. Das Werk dürfte aus der Zeit um 1580 stammen, es wird durch zwei Steingewichte angetrieben. Typisch für die Zeit sind die schräg stehenden Eckpfeiler mit einfachem Knauf. Im Kapellenturm sind drei Zifferblätter, die jeweils nur einen Stundenanzeiger besitzen.